# Alvediston
Alvediston, o Alvesdiston, è un piccolo villaggio e una parrocchia civile della contea del Wiltshire, Sud Ovest dell'Inghilterra, Regno Unito.

## Geografia
Nel territorio di Alvediston scorre un affluente del fiume Avon. L'area prevalentemente agricola si trova nel Wiltshire meridionale, tra Salisbury e Shaftesbury.

## Storia

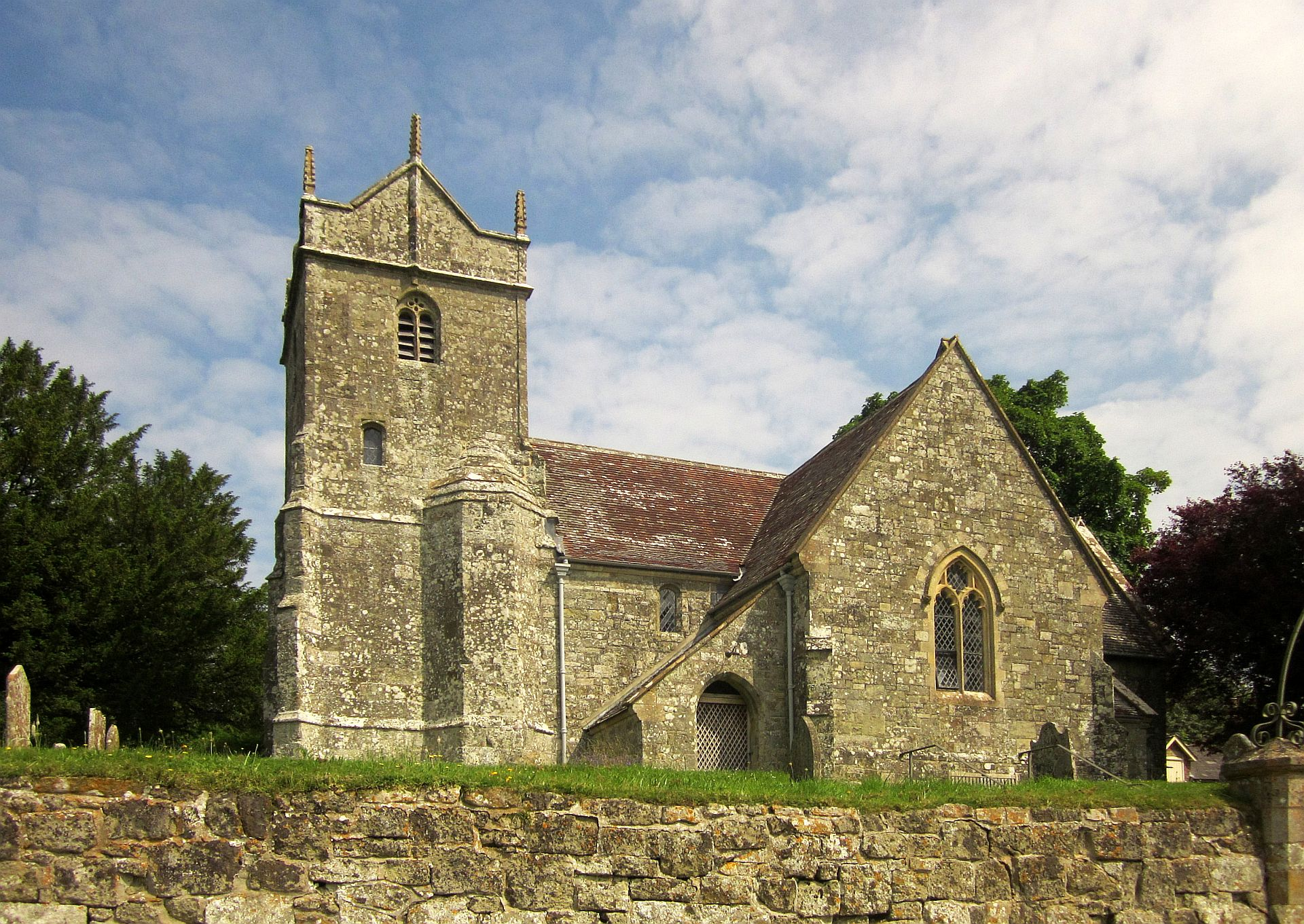
Chiesa di Santa Maria

Alvediston dal X secolo faceva parte della tenuta Chalke dell'abbazia di Wilton. Fu citata per la prima volta con tale nome nel 1165 e a quel tempo era presente la chiesa che probabilmente divenne una parrocchia verso la fine del XIII secolo. Il territorio è lungo e stretto e il confine settentrionale, segnato dalla cresta tra le valli di Ebble e Nadder, era probabilmente un confine della tenuta Chalke dal X secolo. All'estremità settentrionale, il confine occidentale segue i contorni delle colline. Vi sono frequenti affioramenti di gesso eccetto dove affiora Upper Greensand a sud del fiume e a est di Windmill Hill. Si ha documentazione di insediamenti preistorici che hanno lasciato tracce sulle colline. Sono stati identificati tumuli a ciotoli su Middle Down e Gallows Hill e fossati su Middle Down e nella parte nord-occidentale. Ci sono tumuli a ciotoli su Trow Down e un fossato è stato trovato a sud di esso. Ad Elcombe Down c'è un sistema di campi risalenti all'età del bronzo e che si estende verso est in Ebbesborne Wake. In tempi storici il terreno più pianeggiante a nord, est e sud-est di Windmill Hill era arabile. Le colline e le valli profonde più a nord e a sud erano pascoli. La parte meridionale della parrocchia era più boscosa di quella settentrionale. Il bosco di Trow nel 1086 potrebbe essere stato parte di un'area boschiva più ampia sul margine settentrionale di Cranborne Chase di cui Elcombe Copse, registrato per la prima volta nel 1567, e Goscombe Copse e Manwood Copse, entrambi menzionati nel 1664 erano i resti. Nel 1842 c'erano circa 90 acri di bosco nella parrocchia, di cui 80 acri erano nella parte meridionale. Alcuni boschi furono piantati a nord del fiume, su Windmill Hill e altrove alla fine del XIX secolo. Nel 1618 uno stagno a Elcombe Down era chiamato Wermere. Dal XIII secolo i signori di Cranborne Chase ne rivendicarono i diritti di caccia. Ad Alvediston, come nelle parrocchie vicine, le rivendicazioni furono spesso contrastate e le concessioni di warren gratuite ai titolari dei feudi di Alvediston e Norrington, rispettivamente nel 1304 e nel 1307, limitarono ma non posero fine all'esercizio dei diritti di caccia all'interno della parrocchia. Dalla metà del XIV secolo fino all'inizio del XIX secolo vi furono numerose denunce di reati tra cui la cattiva gestione dei boschi cedui, la caccia illegale e l'intrusione illegale. Nel XVII secolo si diceva che Manwood Copse facesse parte di Staplefoot walk, un sentiero di caccia per cervi, ma la rivendicazione fu contestata dal signore del feudo di Norrington. Una casa del custode nel boschetto o nelle vicinanze fu forse costruita a quel tempo come parte del maniero. I nuovi tentativi di esercitare tutti i diritti di caccia portarono a ulteriori contenziosi nel 1816, derivanti in parte dall'uccisione di un levriero su Trow Down. Si scoprì quindi che il proprietario della caccia aveva solo il diritto di seguire e guidare i cervi su Trow Down e altre terre entro i confini esterni della caccia. La controversia si concluse con la privazione del diritto di caccia nel 1829. Nel 1762 la strada settentrionale fu trasformata in strada a pedaggio come parte della strada da Salisbury a Shaftesbury. Nel 1983 entrambe le strade di cresta erano percorribili ma non asfaltate. Altre strade, parallele alle strade di cresta, collegavano i villaggi della valle di Ebble, tra cui Alvediston, con Berwick St. John. Un sentiero a nord del fiume, che nel XX secolo conduceva verso ovest da West End attraverso la chiesa di Alvediston e Norrington Farm, segnava il percorso di una strada della valle che era caduta in disuso alla fine del XVIII secolo. Un'altra strada correva poi a sud del fiume attraverso il villaggio di Alvediston. Nel XX secolo questa era la strada principale della parrocchia civile. Alvediston è stata a lungo prospera, almeno sino al XV secolo. Nel 1801 la popolazione era di 217 poi scese a 160 nel 1811, ma era aumentata a 281 nel 1871. In seguito, malgrado lente fluttuazioni, continuò a scendere. Nel XVII secolo e forse prima ci fu anche un insediamento sull'Upper Greensand, un terreno pianeggiante a sud della strada Berwick St. John. Probabilmente nel XVIII secolo la costruzione ebbe luogo lungo due corsie che univano la chiesa e la strada; una correva verso sud-ovest lungo la riva meridionale del fiume e poi saliva verso sud, l'altra, 100 metri più a est, conduceva direttamente a sud-est. Manor House, una casa in mattoni rossi a doppia pila a est della strada Ansty, fu probabilmente costruita all'inizio del XVIII secolo, data della sua facciata occidentale. La facciata orientale fu aggiunta o modificata a metà del XVIII secolo. La casa fu restaurata tra il 1938 e il 1948 da Victoria Bailey, baronessa Glanusk, utilizzando pannelli e ornamenti di altre case.

## Monumenti e luoghi d'interesse
Nel territorio di Alvediston sono presenti vari edifici e punti di interesse. Tra questi:
- Alvediston Manor. Risale alla metà del XVIII secolo e dal 27 luglio 1985 è un monumento classificato di secondo grado per il suo particolare interesse storico e architettonico.[6]
- Chiesa di Santa Maria. Risale al XII secolo, appartiene alla diocesi di Salisbury e dal 18 febbraio 1958 è un monumento classificato di primo grado per il suo particolare interesse storico e architettonico.[7]

## Economia
Alvediston è poco densamente abitato, e il villaggio è sparso con vari gruppi di case. L'economia prevalente è quella agricola integrata dall'allevamento di pecore. Vi si trova anche una scuderia di cavalli da corsa.